# ピーター・クラウス
ピーター・クラウス（Peter Krause, 1965年8月12日 - ）は、アメリカ合衆国ミネソタ州出身の俳優。名前の発音は、ピーター・クラウザに近い。

## 来歴
高校時代は棒高跳の選手であったが、怪我で陸上選手としてのキャリアを断念。ミネソタ州の名門私立大学グスタヴァス・アドルファス・カレッジ在学中に途中に演劇に興味をもち、ニューヨーク大学に移って演劇を専攻する。
1990年代後半から『となりのサインフェルド』『ビバリーヒルズ高校白書』『スピン・シティ』『サンフランシスコの空の下』などのテレビシリーズに顔を出すようになり、1998年のコメディ『Sports Night』で大いに注目を集めた。
2001年から始まったHBOの『シックス・フィート・アンダー』では一家の長男で主人公であるネイトを演じ、その演技力が高く評価された。

## 主な出演作品

### 映画
| 公開年 | 邦題 原題                                 | 役名               | 備考 |
| ------ | ----------------------------------------- | ------------------ | ---- |
| 1998   | トゥルーマン・ショー The Truman Show      | ローレンス         |      |
| 2004   | 夫以外の選択肢 We Don't Live Here Anymore | ハンク・エヴァンス |      |
| 2011   | ビーストリー Beastly                      | ロブ               |      |

### テレビシリーズ
| 放映年    | 邦題 原題                                   | 役名                         | 備考                      |
| --------- | ------------------------------------------- | ---------------------------- | ------------------------- |
| 1992      | となりのサインフェルド Seinfeld             | ティム                       | 第3シーズンの１エピソード |
| 1992      | ビバリーヒルズ高校白書 Beverly Hills, 90210 | ジェイ・トゥルーマン         | 第3シーズンの3エピソード  |
| 1995-1997 | シビル Cybill                               | ケヴィン・ブランダース       | 23エピソード              |
| 1997      | サンフランシスコの空の下 Party of Five      | ダニエル                     | 2エピソード               |
| 1998-2000 | Sports Night                                | ケイシー・マッコール         | 45エピソード              |
| 1999      | スピン・シティ Spin City                    | ケイシー・マッコール         | １エピソード              |
| 2001-2005 | シックス・フィート・アンダー Six Feet Under | ネイト・フィッシャー         | 主演で63エピソード        |
| 2006      | ロスト・ルーム The Lost Room                | ジョー・ミラー刑事           | ミニシリーズ              |
| 2007-2009 | ダーティ・セクシー・マネー Dirty Sexy Money | ニック・ジョージ             | 23エピソード              |
| 2010-2013 | Parenthood                                  | アダム・ブラヴァーマン       | 68エピソード              |
| 2018–     | 9-1-1: LA救命最前線 9-1-1                   | ロバート・"ボビー"・ナッシュ | メインキャスト            |